# Saurichthyiformes
Saurichthyiformes är en ordning av strålfeniga fiskar som existerade i Kina, Europa och Nordamerika, under yngre permperioden fram till äldre juraperioden.  Ordningen utgörs av en enda familj, Saurichthyidae, med fyra släkten.